# 언어기
언어기(言語旗)란 특정 언어, 또는 그 사용자를 나타내는 깃발을 말한다. 모든 개별 언어가 특정한 언어기를 가지지는 않으며,보통은 그 언어가 쓰이는 대표적인 국가 또는 민족집단의 깃발이 언어기의 구실을 하는 경우가 많으나, 모든 경우에 그러한 것은 아니다.
국기는 주로 정치적 단위에 따라 나뉘는데 비하여 언어는 한 언어가 여러 나라에 걸쳐 쓰이기도 하고, 반대로 한 국가 안에서 여러 언어가 쓰이기도 하는 등, 복잡하게 대응하기 때문이다. 따라서 국가의 상징인 국기를 특정 언어 사용자의 상징으로 쓰는 것을 반대하는 견해도 있다. 하지만, 다국어 안내판이나 인터넷 웹사이트 등에서 특정 언어를 읽을 수 없는 경우에도 국기를 알고 있으면 그 언어가 쓰이는 국가나 지역에 대해 미루어 알 수 있기 때문에, 국기의 언어기 전용(轉用)을 자주 볼 수 있다.

## 특정 국가의 국기 또는 민족기를 그대로 쓰는 경우
- : 영어 언어기로서, 영국의 국기인 유니언잭이나 미국 국기인 성조기를 그대로 쓰는 경우가 많다.

## 그 언어가 쓰이는 대표적인 국가의 국기를 합성하는 경우
- : 중국의 언어기로서 중화인민공화국, 싱가포르, 홍콩, 타이완, 마카오의 기를 모아 만든 것이다.
- : 독일 언어기로서, 독일연방공화국, 오스트리아, 스위스의 국기가 합성되어 있다.

## 별도의 언어기가 있는 경우
: 인공어 에스페란토는 별도의 언어기가 있는 대표적인 경우이다.